# Symplegadella irrorata
Symplegadella irrorata är en insektsart som beskrevs av Ronald Gordon Fennah 1904. Symplegadella irrorata ingår i släktet Symplegadella och familjen vedstritar. Inga underarter finns listade i Catalogue of Life.